# Takehiro Kashima
Takehiro Kashima (in giapponese 鹿島丈博?; Osaka, 16 luglio 1980) è un ex ginnasta giapponese vincitore della medaglia d'oro ad Atene 2004 e d'argento a Pechino 2008 nel concorso a squadre. Si è ritirato nel dicembre 2008.

## Palmarès
- Giochi olimpici estivi

Atene 2004: oro nel concorso a squadre e bronzo nel cavallo.
Pechino 2008: argento nel concorso a squadre.
- Campionati mondiali di ginnastica artistica

2002 - Debrecen: bronzo nel cavallo.
2003 - Anaheim: oro nella sbarra e nel cavallo, bronzo nel concorso a squadre.
2005 - Melbourne: bronzo nel cavallo.